# Тимава (Вармінсько-Мазурське воєводство)
Тимава (пол. Tymawa, нім. Thymau) — село в Польщі, у гміні Ґрунвальд Острудського повіту Вармінсько-Мазурського воєводства.
Населення — 70 осіб (2011).

## Демографія
Демографічна структура станом на 31 березня 2011 року:
|          | Загалом | Допрацездатний вік | Працездатний вік | Постпрацездатний вік |
| -------- | ------- | ------------------ | ---------------- | -------------------- |
| Чоловіки | 41      | 11                 | 26               | 4                    |
| Жінки    | 29      | 3                  | 19               | 7                    |
| Разом    | 70      | 14                 | 45               | 11                   |